# 1904年夏季奥林匹克运动会
1904年夏季奥林匹克运动会，正式名稱為第三屆夏季奧林匹克運動會（英語：the Games of the III Olympiad），也稱為1904年聖路易斯奧運會）于1904年7月1日至11月23日在美国密蘇里州圣路易斯舉行。比賽地點位於圣路易斯华盛顿大学校園內的弗朗西斯體育場。1904年夏季奧運會是奥运会首次在欧洲以外舉行。
由於日俄战争造成歐洲緊張局勢以及前往聖路易斯的困難，很少美國和加拿大以外的頂級運動員參加聖路易斯奧運會：651名運動員中只有69-74名運動員來自北美以外地區，只有12-15個國家參加。隨後一些賽事將美國全國錦標賽與奧運錦標賽合併在一起。目前的金牌、銀牌、銅牌設定為第一、第二名、第三名的三面獎牌賽制是在1904年奧運會上引進。

## 舉辦城市
国际奥委会主席皮埃尔·德·顾拜旦在1894年國際奧委會會議上就表達他的願望，希望第三屆現代奧運會應該在美国舉行。除了聖路易斯外，還有水牛城和芝加哥等多個美國城市申辦主辦權，當中芝加哥統籌委員會申辦主辦權遠遠超過其他城市的準備。國際奧委會於1901年5月21日和22日在法国巴黎舉行的第四次會議上，芝加哥委員會提交一個框架計劃和一個具體的財務計劃，計劃奧運會於1904年9月10日至25日舉行。在28位國際奧委會成員中，有11人出席，最終確定芝加哥為主辦地點。在1901年9月，美国总统西奥多·罗斯福在其前任威廉·麦金莱被暗殺後的幾天接管第三屆奧運會的主持權，後者曾承諾擔任該職務。
密蘇裡州前州長兼前美國內政部長大衛·弗朗西斯建議聖路易斯商人們在1903年舉辦一場大型世界博覽會慶祝路易斯安那購地100週年，可是由於出現重大的延誤和資金問題，博覽會不得不在1902年7月將日期推遲一年，即至1904年。負責世博會體育項目的詹姆斯·愛德華·沙利文和世博會委員會主席大衛·弗朗西斯在博覽會推遲中看到將奧運會帶到聖路易斯的機會。羅斯福總統與國際奧委會主席顧拜旦溝通後支持將奧運會帶到聖路易斯，加上芝加哥的籌備工作陷入停滯，顧拜旦於1902年12月進行第二次有關舉辦地點的投票。在28位國際奧委會成員中，五人棄權，有14人支持將比賽賽事改為聖路易斯。

## 比賽焦點

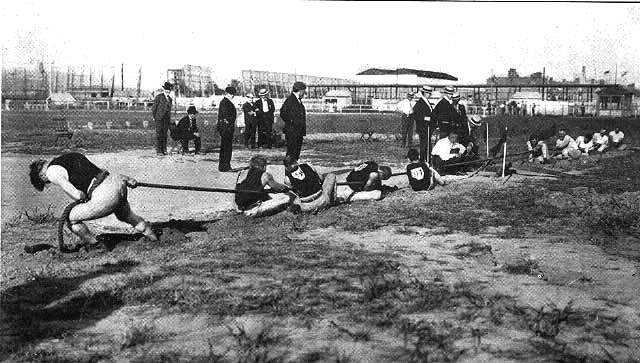
1904年夏季奧運會上的拔河比賽

- 首次有奧運會在北美大陸舉辦，但也正因為交通不便，導致大多數國家不克前往。[4]
- 除了交通問題，也因為位在美國內陸導致歐洲國家興致缺缺，同時爆發的日俄战争導致國際緊迫也是此奧運會人數大幅減少的原因之一。
- 在此奧運會舉辦同時，該州也同時舉辦了世博會。
- 首次向获得冠、亞、季軍的运动员分别颁发金、银、铜牌的一届奥运会。
- 首次以純金打造金牌（重21克），但純金質金牌只頒到1912年奥运会，之後改為镀金。
- 拳击、擒拿摔跤（英语：Catch wrestling）（後來變爲自由式摔跤）和十項全能首次作为奥运会比赛项目，啞鈴全能於此屆唯一一次作爲項目。
- 美國派出壓倒性多的人數（523），而第二多運動員的加拿大也僅派出共56人出賽。因此，許多項目美國幾乎都不戰而勝，獲得空前的壟斷，光金牌數就拿到76面。
- 該屆的馬拉松項目非常混亂，32名選手中僅有14人完賽。来自美国的弗雷德里克·洛茲（英语：Frederick Lorz）选手在全長近25英里的比赛中途約9英里处因筋疲力竭搭上了其經理的汽车行进了約11英里，並因壞車而徒步返回會場，最终“夺冠”。事后洛茨被取消了冠军资格；後來獲遞補金牌的美國選手托马斯·希克斯抵達重點時亦幾近累至倒下，是奧運史上最慢的馬拉松冠軍。
- 水球項目除了美國沒其他國家參賽，德国嘗試參加，但因選手來自不同俱樂部而被拒絕，結果變成美國國內三個體育俱樂部（紐約、芝加哥、密蘇里）間的比賽，最後由紐約獲勝。
- 美國体操選手乔治·埃泽的左腿雖是木製義肢，仍然六項比賽（英语：Gymnastics at the 1904 Summer Olympics）中贏得獎牌。
- 弗兰克·库格勒在摔跤、舉重和拔河比賽中贏得四枚獎牌，在是屆奧運會中成為唯二在三個不同項目獲得獎牌的參賽者之一。Leo Goodwin（英语：Leo Goodwin (swimmer)）亦分別在接力自由泳（英语：Swimming at the 1904 Summer Olympics）、跳水和水球項目取得獎牌，但國際游泳聯合會因是屆水球比賽只有美國不同俱樂部參賽而不將其視爲正式項目。

## 比赛项目
1904年夏季奧運會比賽項目包括16個大項、18個分項、95個小項。游泳、跳水和水球被認為是「水上運動」的三個項目。每個比賽項目小項用括號註明。

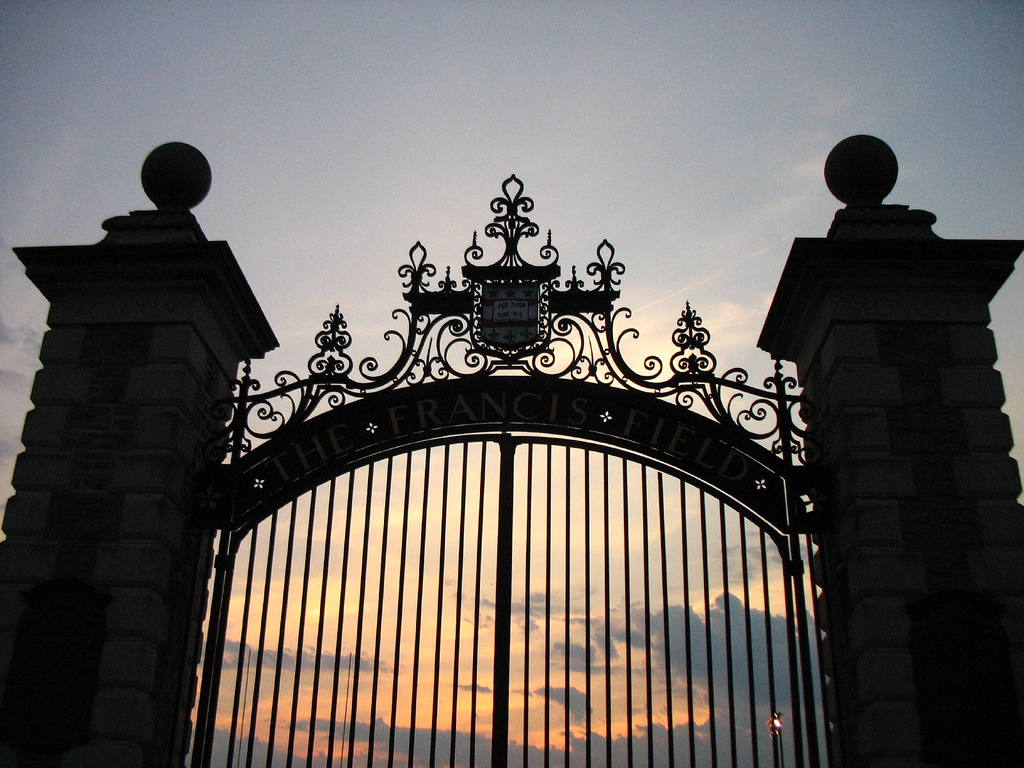
圣路易斯华盛顿大学佛朗西斯体育场的大门，攝於2006年，此地为1904年夏季奥林匹克运动会举办地

- 水上運動
  -  跳水（2）
  -  游泳（9）
  -  水球（1）
- 射箭（6）
- 田徑（25）
- 拳擊（7）
- 自行車（7）
- 劍擊（5）
- 足球（1）
- 高爾夫球（2）
- 體操（11）
- 袋棍球（1）
- 槌球（1）
- 賽艇（5）
- 网球（2）
- 拔河（1）
- 舉重（2）
- 摔跤（7）

### 表演项目
- 篮球
- 板棍球（英语：Hurling at the 1904 Summer Olympics）
- 美式足球
- 蓋爾式足球（英语：Gaelic football at the 1904 Summer Olympics）

## 参赛国家及地区
來自十二個國家參加比賽，括號中的數字表示每個國家的參賽者數量。由於日俄戰爭造成歐洲緊張局勢以及前往聖路易斯的困難，很少美國和加拿大以外的運動員參加聖路易斯奧運會。

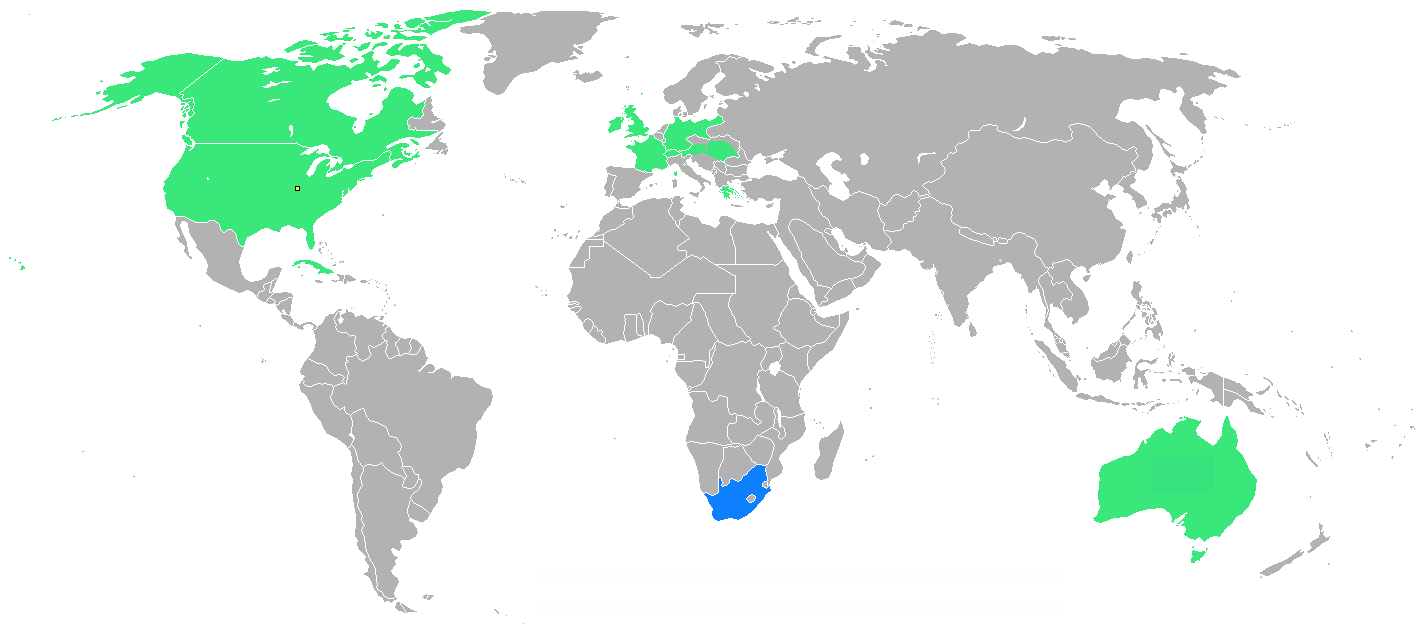
参赛国家及地区分布
藍色（1904年夏季奧林匹克運動會南非代表團）為第一次參加

| 參加1904年夏季奧林匹克運動會代表團 |
| --- |
| - （3） - 奥地利（2） - 加拿大（56） - 古巴（3） - 法国（1） - 德国（22） - 英国（6） - 希腊（14） - 匈牙利（4） - 南非（8） - 瑞士（2） - 美国（526）(主辦國) |

## 奖牌榜

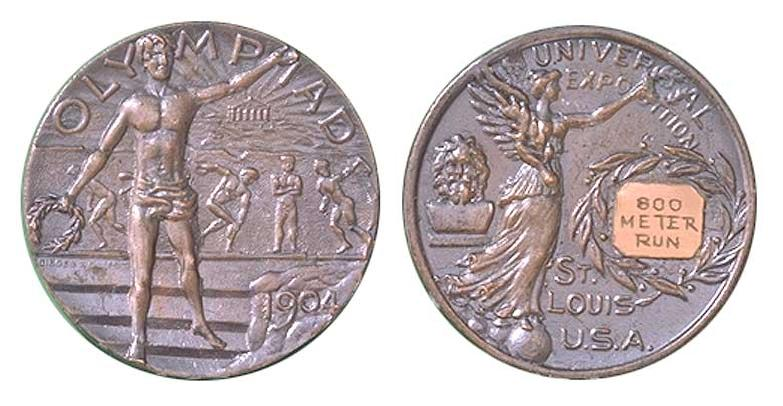
1904年夏季奥林匹克800公尺徑賽銀牌

| 排名                      | 国家 / 地区               | 金牌 | 銀牌 | 銅牌 | 总计 |
| ------------------------- | ------------------------- | ---- | ---- | ---- | ---- |
| 1                         | 美国*                     | 76   | 78   | 77   | 231  |
| 2                         | 德国                      | 4    | 5    | 6    | 15   |
| 3                         | 加拿大                    | 4    | 1    | 1    | 6    |
| 4                         | 古巴                      | 3    | 0    | 0    | 3    |
| 5                         | 匈牙利                    | 2    | 1    | 1    | 4    |
| 5                         | 混合                      | 2    | 1    | 1    | 4    |
| 7                         | 挪威                      | 2    | 0    | 0    | 2    |
| 8                         | 奥地利                    | 1    | 1    | 1    | 3    |
| 9                         | 英国                      | 1    | 1    | 0    | 2    |
| 10                        | 瑞士                      | 1    | 0    | 2    | 3    |
| 11                        | 希腊                      | 1    | 0    | 1    | 2    |
| 12                        |                           | 0    | 3    | 1    | 4    |
| 13                        | 法国                      | 0    | 1    | 0    | 1    |
| 总计（共13个国家 / 地区） | 总计（共13个国家 / 地区） | 97   | 92   | 91   | 280  |

獲獎運動員的註解
一些獲獎運動員的國籍存在爭議，因為許多美國運動員是當年移民到美國，尚未獲得美国公民身份。2021年7月，國際奧林匹克委員會接受了奧林匹克歷史學家比爾·馬隆的建議，並根據以下情況調整數據庫。
- 2009年，奧林匹克歷史學家國際社團（英语：International Society of Olympic Historians）發現自行車手弗蘭克·比佐尼（英语：Frank Bizzoni）被記錄為美國人，但他在1904年時是以意大利公民身份參賽：他直到1917年才獲得美國公民身份[5]。
- 挪威裔美國摔跤手查尔斯·埃里克森和伯恩霍夫·汉森是兩位金牌得主。在2012年，挪威歷史學家發現文件顯示埃里克森直到1905年3月22日才獲得美國國籍，而漢森則可能從未獲得美國國籍。歷史學家因此向國際奧林匹克委員會申請將兩名運動員註冊為挪威人[6][7]。2013年5月，有報導指出挪威奧委會已正式申請更改兩名摔跤手在國際奧林匹克委員會獎牌資料庫中的國籍，並已完成了這項申請[8]。
- 澳大利亚游泳選手弗朗西斯·盖利在1904年參加比賽，1906年才移民到美國，搭乘SS Sonoma號船航行到旧金山，並在加利福尼亞州擔任銀行家，在加拿大安大略省居住一段時間，與Mary Adams結婚，最終於1918年在加利福尼亞州南部定居管理橘園[9]。
- 德國拔河、舉重、摔跤運動員弗兰克·库格勒在1913年才獲得美國公民身份[10]。
- 古斯塔夫·蒂芬塔勒出生於瑞士，但他小時候全家移居至美國，他代表當時位於聖路易斯的南百老匯體育會（South Broadway AC）參加奧運會。在奧運會上，蒂芬塔勒參加了一場摔跤比賽並輸了，但最後還是贏得銅牌[11]。
- 法国裔美國人阿尔贝·科雷在馬拉松比賽中獲得銀牌，並作為一支混合隊伍（與其他四位被證實是美國人）的一部分在團體賽中也獲得銀牌[12]。
- 奥地利裔美國體操選手尤利乌斯·伦哈特 在個人項目中贏得了金牌和銀牌，並作為混合團隊的一員贏得金牌[13]。

## 外部連結
- 國際奧委會關於聖路易斯奧運會的資料（页面存档备份，存于）
- 中国奥委会有关第三届奥运会的资料

| 前任者： 巴黎 | 夏季奧林匹克運動會 第3届： 圣路易斯奥运会 1904年 | 繼任者： 伦敦 |